# De l'inégalité parmi les sociétés
 (août 2022).
- Si vous ne connaissez pas le sujet, laissez ce bandeau (vous pouvez alors contacter les auteurs).
- Si vous supprimez le contenu mis en cause (vous pouvez préalablement contacter les auteurs),

argumentez précisément cette suppression dans la page de discussion
(un manque de référence n'est pas un argument ; une recherche réelle de référence doit avoir été effectuée, être formellement documentée).
Ne doit pas être confondu avec De l'inégalité parmi les hommes.
De l'inégalité parmi les sociétés : Essai sur l'homme et l'environnement dans l'histoire (Guns, Germs, and Steel: The Fates of Human Societies) est un essai du géographe et biologiste américain Jared Diamond paru en 1997. Il explique les trajectoires très diverses de l'histoire de l'humanité sur chaque continent par la géographie des plaques continentales et par le hasard de la répartition initiale des espèces de faune et de flore.
L'orientation d'est en ouest de la plaque eurasienne d'une part, sa dotation initiale en plantes cultivables et animaux domesticables de l'autre, sont les deux facteurs ultimes qui permettront aux Européens de construire les navires et les fusils qui leur serviront à explorer et conquérir le monde. Cette chaîne de causalité comporte plusieurs maillons rigoureusement présentés et analysés par l'auteur, les deux plus importants d'entre eux étant la domestication de grands mammifères et la culture des céréales : cette étape servira en effet de soubassement au développement de la vie en villages, puis à la création des métiers dits « non productifs » et à la spécialisation grandissante des sociétés ; elle sera aussi à l'origine de l'adaptation des peuples eurasiens, par sélection naturelle, aux virus issus des animaux qu'ils auront domestiqués, une « opportunité » qui leur donnera un avantage décisif sur leurs cousins d'Amérique, peu préparés à prendre de plein fouet germes et fusils.
Cet essai a valu à Diamond le prix Pulitzer 1998 pour le meilleur ouvrage général hors fiction. En 2005, le livre a été adapté en un film documentaire en 3 parties de 55 minutes, produit par National Geographic Society, et diffusé sur les chaînes américaines du réseau PBS. Ces documentaires ont été diffusés en français sur Arte en avril 2008, sous le titre Un monde de conquêtes.

## Résumé de la thèse de l'auteur
À partir de la « question de Yali (en) » , un homme politique de Papouasie-Nouvelle-Guinée (pourquoi les Européens ont-ils colonisé les autres peuples et non l'inverse ?), l'auteur retrace l'histoire des sociétés humaines, entamée il y a 15 000 ans au Néolithique en Eurasie. Les sociétés occidentales qui ont leurs racines dans le Croissant fertile doivent leur richesse à plusieurs hasards de circonstance liés à la présence de mammifères et de plantes domesticables.

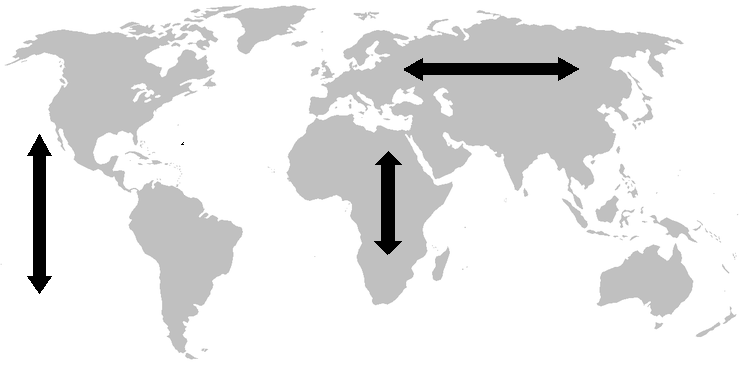
L'orientation des axes continentaux telle que décrite par Jared Diamond dans De l'inégalité parmi les sociétés.

L'Eurasie est à la fois le plus vaste des continents mais aussi le seul dont l'axe dominant soit est-ouest. Sans grande barrière écologique de l'Atlantique à la mer de Chine, de nombreux grands mammifères ont pu y proliférer. Mais, contrairement aux grands mammifères des quatre autres continents qui furent rapidement exterminés par les sociétés de chasseurs, ceux de la plaque eurasienne ont su s'adapter, voire s'habituer, au cours de plusieurs millénaires à la présence humaine. Finalement, treize des quatorze grands mammifères domestiqués par l'humain moderne sont d'origine eurasienne, notamment cinq d'entre eux appelés à connaître une répartition mondiale : le mouton, la chèvre, le cheval, le porc et la vache. 
Dans le domaine végétal, l'Eurasie était mieux dotée que les autres continents en plantes domesticables à grosses graines, notamment des céréales comme le blé et l'orge, et en 
légumineuses, source de protéines, comme le pois. La présence de telles plantes serait due à un environnement tempéré aux saisons bien marquées.
Ce « bagage » initial favorable a permis l'apparition de l'agriculture et de société de producteurs, et non plus de chasseurs-cueilleurs. Cela a permis une augmentation de la production alimentaire et donc des populations. Les humains eurent aussi plus de temps à consacrer à l'artisanat, l'industrie, l'innovation, la politique, la culture. Ils se sont organisés en sociétés hiérarchisées, avec une division du travail croissante rendue encore plus poussée grâce à l'écriture. Toutes ces conditions étaient réunies dans le croissant fertile.
Ces modes de vie n'étaient pas (encore) développés plus à l'ouest, faute des conditions requises, mais ils s'y sont facilement propagés, car il n'y a pas de barrières écologiques majeures. Ces innovations ont donc survécu à l'effondrement des sociétés sumériennes, probablement pour des raisons environnementales (déforestation et salinisation des sols provoquée par l'agriculture). 
Le bétail transmet aux humains des maladies (variole, peste, tuberculose) ; les densités de population élevées et la grande masse d'habitants en Eurasie permettent l'évolution de microbes pathogènes de masse, qui ne pourraient survivre dans des populations trop réduites à cause de l'immunité persistant longtemps (rougeole, rubéole, grippe…) Les survivants de chaque épidémie transmettent leur immunité à leurs descendants, donnant ainsi une considérable "avance" aux occidentaux dans la résistance à ces maladies. Les autres peuples seront eux victimes des germes apportés lors des grandes découvertes ; notamment en Amérique avec l'échange colombien, où des taux de mortalité de 95 % sont observés, rayant de la carte les villes d'Indiens de la vallée du Mississippi, minant les structures administratives et le moral des empires aztèques et incas juste avant les expéditions espagnoles de Cortés et Pizarro. En sens inverse, les maladies endémiques causent des pertes importantes chez les conquistadors, mais ne se diffusent pas vers leur métropole, qui peut continuer à envoyer des renforts.
La population nombreuse permet l'émergence de structures étatiques fortes, capables de nourrir des spécialistes : lettrés qui font tourner l'administration, soldats, artisans (potiers, menuisiers, forgerons, tailleurs de pierre…) La diversité permet l'émergence, la diffusion et la combinaison d'innovations techniques, dont celles qui fourniront les véhicules (chariot, navires) et les armes (cuivre, bronze, fer, acier, armes à feu, rapports et informations écrites) de la conquête.
À ce stade la civilisation chinoise est en avance technique sur l'Europe occidentale, mais d'un côté (en Chine) la géographie permet une unification complète et réduit la menace militaire des voisins, tandis que de l'autre (en Europe) elle permet le maintien d'états rivaux et en concurrence. Cette concurrence pousse à l'innovation : armement, navigation. Les occidentaux explorent les autres continents, où les populations n'ayant pas bénéficié d'autant de facteurs « favorables » sont restées à l'état de chasseurs-cueilleurs, ou de sociétés moins armées.

### Travaux antérieurs
Comme il l'affirme lui-même, Jared Diamond écrit une synthèse de nombreux travaux et de nombreuses idées qui ne sont pas initialement de lui. La quasi absence de gros animaux domesticables en Amérique et les différences de végétation entre Amérique et Eurasie était par exemple déjà citée comme cause de la différence de développement des habitants de ces deux masses continentales dès le début du XXe siècle. L'importance du déterminisme géographique sur le devenir à long terme des sociétés était affirmée par Karl Marx dès le XIXe siècle. La domestication des animaux est avancée par William H. McNeill dès 1967 comme source de nombreuses maladies infectieuses touchant l'humain.

## Plan de l'ouvrage

### Prologue: «La question de Yali»
Les occidentaux dominent le monde, mais pourquoi eux plutôt que les habitants de Papouasie-Nouvelle-Guinée (dont fait partie celui qui pose la question, Yali) ? La réponse évidente est que c'est grâce au "cargo" (désignation indigène de l'ensemble des objets techniques occidentaux), mais elle ne fait que conduire à une autre question : pourquoi le cargo est-il originaire de là-bas plutôt que d'ici ? Or il est bien évident pour l'auteur que ce n'est pas une question d'intelligence ou de moralité, manifestement les habitants de Papouasie-Nouvelle-Guinée sont autant (et même mieux) dotés de ce point de vue que l'occidental moyen ; ceci pouvant être expliqué d'un point de vue évolutif par le fait qu'un Européen a connu une sélection naturelle par la résistance aux maladies, ce dont n'avaient pas autant besoin les Papous. Il faut chercher ailleurs.

### Première partie: «De l'Éden àCajamarca»

#### Chapitre 1: «Sur la ligne de départ»
L'essor de l'Eurasie par rapport aux autres régions du monde commence à la fin de la dernière ère glaciaire. Pourtant si l'on se place en observateur extérieur à cette époque, il serait difficile de prévoir ce résultat. En effet les habitants des autres continents ont aussi de sérieux atouts.
L'Afrique est le berceau de l'humanité, c'est le continent qui est occupé depuis le plus longtemps et donc celui au sein duquel l'humain a eu le plus de temps pour s'habituer à son environnement. De plus c'est le continent sur lequel les êtres humains ont la plus grande diversité génétique ce qui rend les populations plus résistantes, notamment aux maladies.
L'Amérique est le continent qui a été atteint le plus récemment par l'humanité. C'est aussi celui dont le peuplement a été le plus rapide (quelques millénaires pour occuper les terres de la Béringie à la Terre de Feu), signe d'une grande adaptabilité à un nouvel environnement.
L'Australie et la Nouvelle-Guinée sont peuplées depuis près de 30 000 ans. Leurs premiers occupants sont arrivés depuis l'Asie du Sud-Est en bateau (même lorsqu'il était au plus bas, le niveau des mers ne permettait pas de traverser les différents bras de mer à pied sec ; les plus larges faisant plusieurs dizaines de kilomètres ce qui implique que toutes les étapes de la traversée ne sont pas inter-visibles). À titre de comparaison, la Sardaigne n'est peuplée de façon certaine que vers 7000 av. J.-C. et l'expansion austronésienne commence en 3000 av. J.-C. Les habitants d'Australie et de Nouvelle-Guinée ont donc été avant cette époque les peuples les plus avancés technologiquement dans le monde.
Pourtant malgré tous ces avantages, c'est en Eurasie que sont nés les fusils et l'acier qui ont permis la conquête de ces autres peuples. Reste donc à voir pourquoi ce fut en Eurasie et non ailleurs.

#### Chapitre 2: «Une expérience naturelle en histoire»
Avant d'étudier l'influence de la géographie sur l'ensemble du monde, l'influence de l'environnement est étudiée dans une zone plus restreinte pour vérifier la plausibilité et l'intérêt de la théorie. L'étude porte alors sur les peuples polynésiens et commence en particulier par une étude des Îles Chatham. Celles-ci ont été peuplées à la suite de la Nouvelle-Zélande vers l'an 1000 par des migrants maoris : à la base il s'agit donc des mêmes peuples. Pourtant dans les années 1830, lorsque les maoris redécouvrent l'île et l'envahissent il s'ensuit un massacre quasi total des morioris. L'explication avancée est que la Nouvelle-Zélande est très étendue et que son climat permet l'agriculture sur une partie de son territoire, ce qui a permis le développement d'une structure de clans et d'un tempérament belliqueux. Les îles Chatham quant à elles sont petites et le climat y est trop rude pour permettre l'agriculture, et de plus les îles sont très isolées dans le Pacifique Sud. Ses habitants ont donc dû revenir à un état de chasseurs-cueilleurs, et le caractère limité des ressources a conduit à un comportement pacifique des moriori pendant plusieurs siècles. Lorsqu'ils furent envahis, ils ne résistèrent pas et furent massacrés.
L'environnement plus clément des îles Tonga et d'Hawaï est ensuite avancé comme explication du développement de l'empire Tuʻi Tonga et du royaume d'Hawaï en tant que sociétés centralisées.

#### Chapitre 3: «Collision à Cajamarca»
En 1532, lors de la bataille de Cajamarca, cent-soixante-huit conquistadors espagnols affrontent sur leur terrain une armée de l'Empire inca forte de plusieurs dizaines de milliers d'individus ; à son issue l'empereur Atahualpa est fait prisonnier, 2 000 soldats incas sont tués contre presque aucune perte côté espagnol. Les causes immédiates de ce désastre sont :
- l'utilisation par Pizarro d'armes en acier, rendant futiles les armures des soldats incas
- l'utilisation d'armures en acier par les Espagnols, rendant inefficaces les gourdins et les frondes des Incas
- l'utilisation de cavalerie par les Espagnols, cavalerie dont les armées amérindiennes n'arriveront jamais à contrer les charges
- une guerre civile dans l'empire due à la mort par maladie du précédent empereur, maladie fulgurante originaire d'Europe qui décimera des peuples entiers dans toute l'Amérique (avec des taux de mortalité pouvant atteindre 95 %)
- l'ignorance des Incas, qui pensaient que les Espagnols n'oseraient pas attaquer sans l'avantage du nombre (alors que l'Empire aztèque avait été vaincu 10 ans plus tôt par un effectif similaire). Cette ignorance étant due à l'absence de circulation des informations au sein du Nouveau-Monde.
- dans les siècles suivants, les fusils s'ajouteront à l'arsenal des armées colonisatrices même si en 1532 ceux-ci effrayaient plus qu'ils n'étaient efficaces

Les peuples amérindiens se sont trouvés complètement démunis contre les Européens, pourtant lorsque les premiers ont eu accès à des fusils et des chevaux ils se révélèrent être de redoutables opposants (les Cheyennes et les Sioux remportent la bataille de Little Big Horn en 1876 contre l'armée américaine, il aura fallu trois siècles et demi pour vaincre définitivement les Mapuches en Argentine et au Chili).
La question qui demeure est donc pourquoi ces causes immédiates ont été favorables intégralement à l'Eurasie et jamais aux populations des autres continents, en d'autres termes, quelle est la cause première de la supériorité de l'Eurasie dans tous ces conflits. Plus particulièrement, d'où viennent les fusils, les maladies et l'acier qui ont permis de conquérir les autres peuples ?

### Deuxième partie: «L'essor et l'extension de la production alimentaire»

#### Chapitre 4: «Le pouvoir de l'agriculture»
L'agriculture est essentielle pour obtenir une société capable de conquérir les sociétés voisines. En effet un chasseur-cueilleur ne produit de la nourriture que pour lui-même et sa famille, ce qui est insuffisant pour entretenir des castes de soldats, d'artisans, d'artistes ou d'intellectuels. De plus un groupe de nomades peut entretenir moins d'enfants en bas âge qu'un groupe sédentaire ce qui implique une augmentation plus lente de la population. 
Ainsi une population d'agriculteurs peut plus facilement étendre son territoire et l'occuper par le nombre aux dépens des chasseurs-cueilleurs. Il peut également entretenir une milice pour se défendre contre les incursions de nomades et le fait de pouvoir entretenir des intellectuels lui permet de bénéficier d'innovations technologiques dont ne disposeront pas les nomades.
Les animaux domestiques fournissent également des matériaux utiles (cuir, cornes, lait, viande…) facilement accessibles, une bonne source d'énergie musculaire, de l'engrais enfin la proximité des éleveurs avec leurs animaux favorisent la transmission de maladies auxquelles les peuples agriculteurs finissent par résister plus ou moins bien mais qui sont dévastatrices pour ceux qui n'y ont jamais été confrontés.
Développer tôt l'agriculture donne donc un grand avantage sur ceux qui la développent plus tard, voire jamais.

#### Chapitre 5: «Les nantis et les démunis de l'Histoire»
L'agriculture, c'est-à-dire la domestication d'espèces  utiles, d'abord végétales puis animales (à l'exception du chien, domestiqué au paléolithique), est née séparément dans divers endroits du monde (les premiers stades de l'agriculture sont cependant bien mieux connus dans certaines régions que dans d'autres) :
- dans le Croissant fertile il y a environ 10 000 ans (blé, orge, lin, lentilles)
- en Nouvelle-Guinée il y a environ 10 000 ans (banane, canne à sucre)
- en Chine il y a environ 9 000 ans (riz asiatique, millet)
- dans le Sahel il y a environ 4 000 ans (riz africain)
- en Éthiopie il y a environ 4 000 ans (sorgho, café)
- en Afrique équatoriale il y a environ 4 000 ans (fruits)
- dans les Andes il y a environ 4 000 ans (maïs, haricots, courges qui ont donné la technique agricole amérindienne des trois sœurs)
- en Amérique centrale il y a environ 4 500 ans (maïs, haricots, pommes de terre)
- dans l'est du continent nord-américain il y a environ 4 000 ans (sumpweed, tournesol, calebasse)

On note que dans cette liste sont présentes toutes les céréales les plus cultivées à l'heure actuelle (blé, orge, riz, sorgho, millet, maïs). Cela tend à indiquer que les plantes les plus intéressantes sont peu nombreuses (si ce n'était pas le cas on aurait sans doute découvert des plantes hautement intéressantes à l'ère moderne, ce que l'histoire dément), et qu'une répartition inégale de celles-ci peut avoir des conséquences importantes. 
On constate des disparités tant sur la date de début de l'agriculture (jusqu'à 6 000 années d'écart), que sur les lieux d'apparition (l'Europe, la pampa, la Californie, l'Afrique australe, le sud-ouest de l'Australie n'ont pas développé l'agriculture par eux-mêmes alors qu'ils sont aujourd'hui très productifs, à l'inverse certains lieux arides comme le Proche-Orient ont vu naître l'agriculture très tôt sur leur sol). De plus toutes les configurations de cultures ne sont pas équivalentes sur le plan nutritionnel : le blé est plus énergétique que le maïs, le régime des Papous n'est pas bien équilibré contrairement au régime du Croissant fertile qui comprend aussi bien des céréales que des légumineuses, la sumpweed produit des graines très petites et allergènes...
L'Eurasie semble donc avoir un avantage sur les autres continents : elle possède deux foyers agricoles parmi les plus anciens et ses plantes domestiquées constituent de meilleures ressources nutritives que celles des autres continents. Cependant cet élément seul ne suffit pas à justifier une telle suprématie et de plus il reste à voir pourquoi l'agriculture s'est développée bien plus tard voire pas du tout dans certaines régions.

#### Chapitre 6: «Cultiver ou ne pas cultiver»
L'adoption de l'agriculture n'a jamais été un choix conscient lors de la préhistoire. En effet c'est un processus qui s'est déroulé sur des siècles voire des millénaires, de plus ce n'est pas forcément un bon choix pour les individus car les chasseurs-cueilleurs tendaient à être mieux nourris que les cultivateurs dont l'alimentation était peu variée et le travail éreintant (on le constate par l'étude de squelettes datant de cette époque). C'est par le nombre que les agriculteurs ont supplanté les chasseurs-cueilleurs et non par le meilleur état de santé. De fait la progression de l'agriculture en Europe a été très lente (environ un kilomètre vers l'ouest par an) et a connu des retours en arrière (la Suède préhistorique a ainsi adopté l'agriculture, l'a abandonnée pendant plusieurs siècles et l'a réadoptée il y a environ 4 500 ans).
On connaît surtout l'histoire de l'émergence de l'agriculture pour le Croissant fertile, et dans ce cas précis il semble que le processus de domestication des plantes se soit développé parallèlement à l'épuisement des ressources en gibier (gazelles notamment) dû à l'augmentation de la population (ce n'est pas la seule cause, le lin est une des premières plantes domestiquées alors qu'il ne sert que pour faire des vêtements).
Cela expliquerait que l'agriculture ne soit pas née 10 000 ans plus tôt, quand les ressources suffisaient amplement à la population humaine, cela explique aussi pourquoi certaines populations auraient pu préférer continuer à vivre de la chasse et de la cueillette, mais ce n'est pas complètement satisfaisant et en particulier cela n'explique pas pourquoi certains peuples ont pu développer l'agriculture 6 000 ans avant d'autres.

#### Chapitre 7: «Comment faire une amande»
Pour comprendre le développement de l'agriculture il est important de comprendre ce qu'est vraiment la domestication d'une plante ou d'un animal. Cela consiste pour les humains à se substituer à la nature en favorisant la reproduction chez une espèce donnée des individus qui auront des caractéristiques appréciables pour l'être humain (grosseur des fruits et grains, non toxicité…) C'est d'ailleurs l'étude de la sélection artificielle chez les agriculteurs qui alliée à son voyage aux îles Galápagos permettra à Charles Darwin de comprendre les mécanismes de la sélection naturelle.
Les espèces végétales domestiquées en premier par l'être humain sont en fait les espèces pour lesquelles il était le plus facile de repérer les individus possédant un intérêt particulier, de les faire se reproduire préférentiellement, et pour lesquels le caractère appréciable passe facilement d'une génération à l'autre.
Ainsi le blé est une plante annuelle, ce qui permet dès l'origine des récoltes régulières et également de repérer plus facilement les individus ayant des caractères utiles comme la grosseur des grains ou la capacité des épis à ne pas se casser tout seuls (le cultivateur peut alors récupérer l'intégralité des grains et resemer ceux qui l'intéressent). De plus le fait d'avoir ou non l'épi qui se casse facilement est un caractère codé par un seul gène ce qui facilite sa transmission aux générations suivantes. De même on a une explication au paradoxe apparent de l'amandier : c'est l'un des premiers arbres domestiqués alors qu'à l'état sauvage l'amande est amère et extrêmement toxique. Cependant il est facile de repérer un amandier aux fruits non toxiques (ils perdent leur amertume), cette non toxicité est codée par un unique gène et pour planter un nouvel amandier il suffit de planter une graine dans le sol. D'autres plantes comme la vigne ou l'olivier se reproduisent de manière un peu plus compliquée par bouturage, permettant une domestication elle aussi relativement aisée quoique plus compliquée que celle du blé (qui de fait a été domestiqué bien plus tôt).
Certaines plantes ont été domestiquées nettement plus tard car cela s'avéra être bien plus difficile que pour le blé. C'est ainsi le cas du pommier pour lequel les caractères intéressants sont perpétués d'une génération à l'autre par greffage, technique mise au point en Eurasie environ 5 000 ans après la domestication du blé. C'est encore le cas pour les fraises, qui sont mangées par les oiseaux avant d'être assez grosses pour l'humain (de fait on a réussi à sélectionner des fraises de bonne taille seulement au Moyen Âge). Enfin certaines plantes n'ont jamais pu être domestiquées malgré de nombreux efforts et un intérêt certain. C'est le cas par exemple du chêne dont certains individus produisent des glands qui sont très nourrissants en période de famine, mais dont la sélection est trop compliquée car il est trop difficile de transmettre les caractères utiles aux générations suivantes (trop nombreux gènes impliqués, brassage génétique inévitable d'une génération à l'autre).
Pour certaines plantes d'une importance capitale, les variétés cultivées ont ainsi été très longues à obtenir. C'est surtout vrai pour le maïs, obtenu par la domestication de la téosinte qui est une plante aux épis très petits (moins de deux centimètres de long, contre une trentaine pour le maïs actuellement cultivé). Cela a eu pour conséquence la durée très longue de domestication du maïs (environ 5 000 ans) pendant laquelle les individus ont dû compléter leur alimentation dans une large mesure par la chasse et la cueillette, ce qui a occasionné de nombreux siècles de retard technologique et agricole par rapport aux Eurasiens.

#### Chapitre 8: «Des pommes ou des Indiens»
Lorsque l'on observe les zones du Nouveau-Monde dans lesquelles l'agriculture n'était pas pratiquée à l'arrivée de Christophe Colomb, on constate un paradoxe : certaines terres fertiles aujourd'hui très exploitées comme la Californie n'ont vu sur leur sol que des chasseurs-cueilleurs pendant l'ère précolombienne. Pourtant certaines espèces végétales domesticables comme les pommiers étaient présentes à l'état sauvage sur le continent américain, y compris dans des zones ayant connu l'agriculture. La question est donc de savoir si l'absence d'exploitation de certaines ressources est due aux Indiens eux-mêmes ou à leur environnement. 
Pour répondre à cette question, on remarque en premier lieu que, pour que l'agriculture soit un modèle viable pour une société, il ne suffit pas de disposer d'une seule plante cultivée mais de plusieurs afin de pouvoir obtenir un régime équilibré. Il est très difficile voire impossible d'évaluer la qualité des régimes nutritionnels possibles avec toutes les plantes domesticables (pas forcément identifiées même aujourd'hui) dans une région donnée ; en revanche il est possible de dénombrer toutes les plantes à gros grains présentes dans une région donnée, et, en faisant cela, on se rend compte que des régions fertiles comme la Californie ou le sud-ouest de l'Australie étaient particulièrement mal dotées en plantes utiles endémiques.
Enfin, il ne faut pas oublier que les populations non-eurasiennes étaient encore en train de se développer lors de leur contact avec les Européens, lesquels ont interrompu un processus en cours qui, quoique plus lent que celui de l'Eurasie, n'en était pas moins réel. Ainsi, bien que n'ayant jamais domestiqué de plantes, certaines tribus autochtones développaient une économie originale fondée sur la pisciculture. De plus, il faut se rappeler qu'en Eurasie il s'est écoulé 5 000 ans entre la domestication du blé et celle du pommier ; comme l'agriculture amérindienne a débuté 8 000 ans après l'eurasienne pour des raisons environnementales (domestication ardue de la téosinte), il n'est pas surprenant que les pommes n'aient pas été domestiquées seulement 3 000 ans après les débuts de la culture du maïs.
Ainsi l'absence ou le retard agricole des peuples non-eurasiens est très vraisemblablement dû à leur environnement plutôt qu'à eux-mêmes.

#### Chapitre 9: «Les zèbres, les mariages malheureux et le principe deAnna Karénine»
La domestication des animaux obéit à un principe appelé « principe de Anna Karénine » par analogie avec l'incipit du roman de Tolstoï : « Tous les animaux domesticables se ressemblent,
chaque animal non-domesticable l'est à sa façon ». 
Ce principe permet d'expliquer que parmi les gros mammifères (qui sont les animaux les plus importants car ils fournissent de la viande, du lait, des produits divers, de l'énergie musculaire, de l'engrais, des montures et des maladies contagieuses), il y en ait peu qui aient été effectivement domestiqués :
- la vache
- la chèvre
- le mouton
- le porc
- le cheval
- l'âne
- le renne
- le buffle
- le zébu
- le yak
- le chameau
- le dromadaire
- le lama
- l'alpaga

Parmi ces animaux, on constate que seuls l'alpaga et le lama ne sont pas originaires d'Eurasie. On remarque également que seuls les cinq premiers ont une aire de répartition très étendue. Enfin on note que les mammifères pouvant servir de monture, être attelés ou fournir du lait consommable par les humains sont eurasiens.
Pour pouvoir espérer domestiquer un animal, il faut réunir plusieurs conditions et, en vertu du "principe d'Anna Karénine", si une seule de ces conditions fait défaut, l'espèce est non domesticable. Tous les mammifères domestiqués ont ainsi ces caractères en commun :
- ils ont une croissance relativement rapide (contrairement à l'éléphant par exemple qui met 20 ans pour atteindre l'âge adulte)
- ils vivent en permanence en groupe hiérarchisé (un humain peut alors espérer prendre la tête du troupeau)
- ils se reproduisent facilement en captivité (contrairement au guépard par exemple)
- ils sont herbivores ou omnivores (un carnivore revient cher à l'élevage car la viande est plus chère que le fourrage ou les légumes)
- ils ne sont pas agressifs envers l'humain (contrairement au zèbre, à l'hippopotame ou au rhinocéros)
- ils supportent la captivité (contrairement à l'antilope)

Malgré leur nombre, aucun grand mammifère africain ne satisfait à ces 6 conditions, ce qui a empêché les Africains de domestiquer des animaux de grande taille (du moins jusqu'à ce que des vaches domestiques soient introduites en Afrique depuis l'Eurasie). Concernant l'Amérique et l'Australie, en revanche, il apparaît qu'à quelques exceptions près tous les grands mammifères (tant australiens qu'américains) ont disparu durant la préhistoire et ce probablement sous l'action de l'humain. Cela s'explique par le fait que la faune afro-eurasienne a coévolué pendant des centaines de milliers d'années avec l'être humain, s'habituant petit à petit à résister aux talents grandissants des chasseurs homo sapiens. À l'inverse, les grands mammifères américains et australiens n'avaient aucun prédateur d'importance avant de voir apparaître des humains très aguerris à la chasse. Ceux-ci auront alors exterminé sans le savoir de nombreuses espèces dont l'existence aurait pu se révéler utile des millénaires plus tard.
Ainsi, de tous les grands mammifères, seuls ceux qui se trouvaient en Eurasie et en Afrique ont pu vivre jusqu'au moment où les humains auraient pu chercher à les domestiquer (à l'exception du lama et de l'alpaga en Amérique), et parmi ceux-ci seuls certains mammifères eurasiens se sont révélés être domesticables. Ce qui a conféré aux peuples d'Eurasie un avantage décisif.

#### Chapitre 10: «Cieux spacieux et axes inclinés»
L'Eurasie a fourni un avantage décisif à ses habitants en leur octroyant plus de plantes et animaux domestiques que n'en ont donné les autres continents. On peut ajouter à cela un dernier avantage : son orientation est/ouest et plus généralement la moindre quantité de barrières écologiques que sur les autres continents. 
En effet, les espèces animales et végétales domestiques l'ont été dans une zone bien précise et souvent peu étendue. Pour que les peuples agriculteurs puissent s'étendre, il faut donc que leurs cultures et leur bétail puissent les suivre. Or si le climat varie trop vite d'une région à l'autre, il est plus difficile de faire pousser des cultures en des lieux variés ; le climat changeant plus facilement avec la latitude qu'avec la longitude, il sera plus facile d'acclimater les plantes et animaux selon un axe est/ouest comme en Eurasie que selon un axe nord/sud comme aux Amériques. De fait la culture du blé s'est répandue en quelque 3 000 ans de l'Irlande au Japon alors que le maïs n'était pas exploité en Californie ou dans la pampa 6 000 ans après sa domestication. 
À ces questions d'orientation s'ajoutent aussi la présence ou l'absence de barrières écologiques et de leur orientation : l'Eurasie possède peu de chaînes de montagnes orientées nord/sud tandis qu'en Amérique c'est le cas des Andes, des Appalaches ou encore des montagnes Rocheuses, ce qui limite la diffusion de cultures à latitude constante. Il y a également peu de déserts faisant office de barrière écologique en Eurasie (en revanche le Sahara la coupe de l'Afrique noire), tandis qu'en Amérique les zones fertiles de Californie étaient séparées du Mexique par des déserts comme le désert des Mojaves ou la vallée de la Mort. Enfin, les lamas des Andes auraient parfaitement pu s'adapter aux hauts plateaux mexicains, mais pas à la forêt équatoriale qui sépare les deux aires, ce qui a empêché leur diffusion.
Enfin les déplacements de populations en Eurasie sont beaucoup plus aisés qu'entre l'Amérique du Nord et l'Amérique du Sud. En effet, après que l'Amérique Centrale a été occupée à la préhistoire, celle-ci a fait office de goulot d'étranglement par son étroitesse, empêchant ainsi la diffusion de techniques et d'idées d'un continent à l'autre.
L'Eurasie a donc fourni sur tous les plans de meilleurs atouts à ses occupants que l'Amérique, l'Afrique subsaharienne et l'Australie n'en ont fourni aux leurs. Ce sont ces atouts qui vont ensuite être capitalisés par les Eurasiens pour les aider à prendre leur essor plus vite que les autres.

### Troisième partie: «Des vivres aux fusils, aux germes et l'acier»

#### Chapitre 11: «Le don fatal du bétail»
Les maladies telles que la variole ont joué un grand rôle dans la défaite des adversaires des Eurasiens, notamment en Amérique où certains peuples comme la civilisation du Mississippi ont disparu à cause de maladies avant même que des explorateurs européens soient entrés en contact avec eux. La question est de savoir d'où viennent ces maladies et pourquoi les transmissions de germes se sont effectuées de l'Ancien Monde vers le Nouveau et non l'inverse (à l'exception de la syphilis, peut-être originaire d'Amérique du Sud).
Le premier élément à prendre en compte est que les agents pathogènes susceptibles de provoquer des épidémies graves ne peuvent se développer qu'au sein de populations denses (un petit groupe serait décimé et l'épidémie s'éteindrait d'elle-même faute d'individus à infecter). L'existence de villes est donc un élément essentiel à la prolifération d'agents pathogènes. Cependant, cet élément n'explique pas seul la quasi absence d'épidémies en Amérique pré-colombienne. En effet, en 1500, Tenochtitlan faisait partie des cinq villes les plus peuplées au monde avec environ 300 000 habitants sans avoir pour autant subi de crise sanitaire avant l'arrivée des conquistadors.
L'élément essentiel est donc l'origine des maladies infectieuses. Or on constate que celles-ci ont pour beaucoup d'entre elles été transmises à l'humanité par ses animaux domestiques (la variole vient du bétail, la grippe des canards...), et que cette transmission est facilitée dans les sociétés où il y a une grande proximité entre individus et animaux domestiques. Or, non seulement les Amérindiens ont domestiqué moins d'animaux, mais en plus ceux-ci étaient moins proches des humains (les Amérindiens ne buvaient pas le lait des lamas, ne dormaient pas avec eux et avaient des troupeaux plus petits que ceux de bétail dans l'Ancien Monde). 
C'est ce dernier facteur qui explique que davantage de maladies infectieuses se soient développées en Eurasie, maladies auxquelles les ancêtres des conquistadors ont pu s'habituer mais pas ceux des peuples d'Amérique, condamnant ainsi près de 90 % de la population amérindienne.

#### Chapitre 12: «Épures et lettre empruntées»
Un élément important pour expliquer l'essor d'une culture par rapport à une autre est l'usage de l'écriture. En effet c'est en grande partie l'écriture qui permet la centralisation (même si ce n'est pas une nécessité, comme le prouve l'exemple des Incas). L'écriture permet aussi un essor plus rapide des idées nouvelles et des informations.
Or il se trouve que l'écriture est un concept qui n'a rien d'évident car transformer l'oral en écrit nécessite une abstraction très importante. Peu de cultures dans l'histoire ont inventé une écriture ex nihilo. C'est le cas de façon certaine pour la civilisation sumérienne ou la civilisation maya ; pour tous les autres systèmes d'écriture (oghams, caractères chinois, hiéroglyphes, alphabet phénicien...) il est possible voire certain qu'une influence extérieure ait fortement contribué à leur invention. Cette influence extérieure peut être de deux types : l'adaptation d'un système déjà existant (c'est le cas de l'alphabet phénicien qui est adapté des hiéroglyphes égyptiens) ou la création à partir de zéro d'un système d'écriture original après avoir eu connaissance de l'existence de l'écriture chez d'autres peuples (c'est le cas de l'écriture coréenne ou du syllabaire cherokee inventé au début du dix-neuvième siècle).
Le fait qu'il n'y ait que deux fois dans l'histoire pour lesquelles on soit certain que l'écriture a été inventée ex-nihilo est révélateur de la difficulté de la tâche. De plus le cheminement effectué pour élaborer le système d'écriture maya est semble-t-il très proche de celui qui a abouti au cunéiforme de Sumer.
Cependant si l'écriture semble n'avoir été inventée ex-nihilo qu'une fois dans l'Ancien Monde et une fois dans le Nouveau, force est de constater qu'elle s'est répandue bien plus rapidement et plus loin en Eurasie qu'en Amérique. Cela tend à indiquer une mobilité plus faible des peuples amérindiens et un essor moindre des idées nouvelles et innovations en Amérique. Cette faible mobilité est sans doute la conséquence de l'existence des barrières écologiques évoquées au chapitre 10. La faible extension de l'usage de l'écriture, aux conséquences funestes pour les Amérindiens, est donc elle aussi sans doute une des conséquences de l'orientation sur un axe Nord-Sud des Amériques et de la présence d'un goulot d'étranglement en Amérique Centrale.

#### Chapitre 13: «La mère de la nécessité»
Ce chapitre évoque les processus qui ont conduit les différents peuples à inventer de nouvelles technologies, et les raisons qui ont abouti à une forte différenciation du niveau d'avancement des différentes civilisations.
L'auteur remarque d'abord qu'une nouvelle technologie n'est pas, à de rares exceptions près, directement issue d'un besoin à satisfaire ; c'est en général plutôt un objet dont les populations mettent du temps à percevoir l'intérêt, et qui n'est adopté qu'à la fin d'un long processus. Une nouvelle invention peut donc :
- être peu utile au moment où elle est conçue (le disque de Phaistos qui date du IIe millénaire avant Jésus-Christ a été réalisé avec des caractères mobiles, 3 000 ans avant l'essor de l'imprimerie).
- aller contre les usages des individus, et être de ce fait rejetés (le clavier AZERTY qui à l'origine servait à ralentir la frappe des touches sur les machines à écrire continue à être préféré aux claviers plus ergonomiques).
- être purement et simplement oubliée ou interdite (c'est le cas des fusils au Japon, interdits pendant 250 ans, ou des hameçons de pêche en Tasmanie pendant la période aborigène).

Pour pouvoir se développer, une nouvelle idée a besoin de plusieurs facteurs :
- une large proportion de la population n'ayant pas besoin de produire elle-même sa nourriture, ce qui permet aux inventeurs d'avoir assez de temps libre pour mettre au point leurs inventions.
- des groupes concurrents, auxquels une nouvelle invention peut donner un avantage significatif (Christophe Colomb a proposé ses services à plusieurs gouvernements différents avant d'obtenir un financement pour ses expéditions).
- une population d'une taille suffisamment importante et avec suffisamment d'échanges avec l'extérieur (sinon les habitants peuvent abandonner leurs anciennes technologies et ne pas en développer de nouvelles, comme ce fut le cas en Tasmanie, coupée de l'Australie et dotée de seulement 5 000 habitants).

De ce fait, les populations organisées en sociétés et qui disposaient d'une agriculture performante ont pu se développer bien plus vite que celles qui n'en avaient pas.

#### Chapitre 14: «De l'égalitarisme à la kleptocratie»
Les sociétés du paléolithique étaient des sociétés globalement égalitaires, et certaines ont gardé une telle structure tandis que d'autres se sont transformées en adoptant une structure plus hiérarchisée ; ce qui leur a par la suite donné un avantage sur les autres. Ces sociétés peuvent prendre la forme de petites tribus, chefferies plus grandes ou encore d'États qui peuvent être très peuplés.
On ne trouve de structures plus grandes que la tribu que dans les sociétés agricoles, mais toutes les sociétés agricoles n'ont pas formé de chefferies (pouvant compter plusieurs milliers d'habitants, comme dans la vallée du Mississippi) et encore moins d'États. C'est le cas par exemple des habitants des hautes terres de Nouvelle-Guinée, organisés en villages. Les plus anciennes civilisations très hiérarchisées du Croissant fertile sont antérieures aux premiers grands travaux d'irrigation. Les États ne se sont donc pas créés uniquement pour des raisons organisationnelles. Ils se seraient plutôt construits pour lutter contre la violence des individus entre eux. En effet, lorsque les sociétés sont très peuplées, les individus ont peu de liens familiaux entre eux et se connaissent mal, ils sont donc plus facilement susceptibles de régler leurs différends dans le sang ; l'auteur a ainsi remarqué que l'homicide figurait parmi les toutes premières causes de mortalité parmi la génération de Papous qui avaient connu l'époque précédant la colonisation. Les hiérarchies sociales se seraient donc créées à des fins d'arbitrage, avant de conduire à la création de castes dirigeantes.
C'est ensuite cette hiérarchisation de la société qui a permis l'entretien d'armées, ouvrant la voie aux guerres de conquête.

### Quatrième partie: «Le tour du monde en cinq chapitres»
Dans la dernière partie du livre, l'auteur passe en revue différentes parties du monde pour confronter les théories exposées dans les premiers chapitres à l'histoire de différentes parties du monde.

#### Chapitre 15: «Le peuple de Yali»
Les habitants de Nouvelle-Guinée et d'Australie n'ont pas bénéficié de conditions favorables pour développer des civilisations technologiquement avancées, mais pour des raisons différentes, bien que leurs populations autochtones aient vécu sur le même continent jusqu'à la dernière glaciation.
En Nouvelle-Guinée, les obstacles au développement sont liés à deux choses. Tout d'abord, les plantes que cultivaient les Papous ne permettaient pas une alimentation aussi équilibrée qu'en Eurasie, et la faune de Nouvelle-Guinée n'était pas domesticable. Ensuite, la géographie de la Nouvelle-Guinée qui limite très fortement les déplacements entre villages, les hautes terres qui ont vu l'invention de l'agriculture papoue sont constituées de successions de cols et de vallées isolés par une jungle très dense, c'est d'ailleurs également ce qui explique l'immense diversité des langues papoues.
En Australie les difficultés furent d'un autre ordre. En effet, outre l'absence de plantes endémiques facilement domesticables et l'extinction de la plupart des espèces de gros mammifères lors de la Préhistoire, le continent australien a un sol parmi les plus pauvres du monde et un climat très irrégulier ; ce qui explique que, bien que les agriculteurs et navigateurs austronésiens aient abordé l'Australie, ils ne s'y soient jamais installé durablement alors qu'ils ont colonisé la majeure partie des îles du Pacifique, dont certaines étaient déjà occupées par des chasseurs-cueilleurs avant leur arrivée. Les Européens ont certes pu cultiver du blé dans le sud-ouest de l'Australie (qui a un climat méditerranéen, ce qui n'est pas le cas des îles alentour), mais ils n'ont jamais pu domestiquer de plantes australiennes à l'exception des noix de macadamia. Les aborigènes d'Australie n'ont donc guère eu d'alternative à leur mode de vie de chasseurs-cueilleurs.
Il peut paraître étonnant que l'Australie n'ait jamais connu l'agriculture alors que les aborigènes avaient des contacts avec les Papous au niveau du détroit de Torrès, mais ces contacts s'effectuaient de proche en proche le long des îles du bras de mer séparant les deux rives ; très peu d'individus voyageaient donc directement d'Australie en Nouvelle-Guinée, ce qui a eu pour effet de limiter fortement la transmission de savoir entre Australie et Nouvelle-Guinée.

#### Chapitre 16: «Comment la Chine est devenue chinoise»
Il existe une différence fondamentale entre la Chine, et l'Europe. En effet, en Europe cohabitent une multitude de peuples, d'États souverains, de langues et de systèmes d'écriture (les alphabets européens comportent par exemple de nombreux signes diacritiques différents selon les langues), tandis que la Chine possède une écriture unifiée depuis la dynastie Qin qui a régné il y a plus de 2 000 ans, une langue véhiculaire (le mandarin), en apparence une grande homogénéité ethnique et un unique État centralisé.
Toutefois, lorsque l'on y regarde de plus près, on constate que sur le territoire chinois se trouvent des îlots linguistiques n'appartenant pas à la famille des langues sino-tibétaines : un certain nombre de Chinois du sud parlent en effet aujourd'hui encore des langues tai-kadai ou des langues hmong-mien bien qu'ils les écrivent avec l'écriture chinoise unifiée. D'autres familles linguistiques ont par ailleurs sans doute disparu de la Chine continentale ; c'est vraisemblablement le cas des langues parlées par les aborigènes de Taiwan et qui sont probablement originaires du continent quoiqu'elles n'y soient plus représentées.
Cet état de fait est attribué à une domination précoce des peuples habitant les plaines fertiles où le riz fut domestiqué. Ceux-ci se seraient alors étendus aux dépens de leurs voisins restés chasseurs-cueilleurs, dont beaucoup vivaient sur les collines du sud de la Chine, et les auraient absorbés ; seules leurs langues disséminées au sein du territoire chinois permettant aujourd'hui de constater cette expansion vieille de plusieurs millénaires.

#### Chapitre 17: «En vedette vers la Polynésie»
Les Austronésiens ont colonisé l'ensemble des îles du Pacifique, y compris des îles très isolées. Cette colonisation a certes été rendue possible par d'excellentes techniques de navigation en haute mer, mais cela n'explique pas pourquoi ceux-ci ont remplacé des populations qui vivaient aux Philippines, en Indonésie et jusque sur les Îles Salomon depuis plus de 10 000 ans. On observe en effet que, si tous les peuples d'Insulinde parlent des langues austronésiennes à l'exception des Papous (qui parlent des langues papoues), certains individus de Bornéo ou des Philippines, les négritos, ont une morphologie très différente des Polynésiens. L'usage de l'agriculture offre une explication convaincante à cet état de fait. En premier lieu, il est certain que les premiers navigateurs austronésiens cultivaient le riz et élevaient des porcs avant que ne débutent leurs migrations maritimes. Il est clair que les langues austronésiennes ont essaimé depuis Taïwan car cette famille de langues est composée de plusieurs sous-familles, toutes représentées chez diverses populations d'autochtones de Taïwan ; mais de toutes ces sous-familles seules les langues malayo-polynésiennes sont aussi parlées en dehors de l'île alors que les autres langues formosanes ne sont présentes qu'à Taïwan. Et comme les mots pour nommer le porc et le riz sont cognats dans toutes les langues des aborigènes de Taïwan, il s'ensuit que la domestication du riz et du porc sont antérieures à l'expansion des langues malayo-polynésiennes. En second lieu, il est à noter que les seules terres qui n'ont pas été colonisées par les Polynésiens sont la Nouvelle-Guinée (où l'agriculture a été inventée de manière autonome) et l'Australie (dont la géologie et le climat se prêtent mal à la culture des plantes austronésiennes). 
Les Austronésiens ont donc profité tout comme les Chinois de l'invention de l'agriculture en Chine, où ils vivaient certainement il y a plus de 6 000 ans avant d'émigrer à Taïwan, et ont ainsi pu réaliser une expansion inédite avant l'époque des grandes découvertes plus de mille ans plus tard ; ces peuples originaires de Chine se sont installés à l'ouest jusqu'à Madagascar (ce qui est pour l'auteur un fait aussi surprenant que si Christophe Colomb avait rencontré aux Antilles des individus blonds parlant une langue proche du suédois) et vers l'est jusqu'à l'Île de Pâques et peut être jusqu'en Amérique du Sud d'où ils auraient rapporté la patate douce.

#### Chapitre 18: «La collision des hémisphères»
L'Eurasie et l'Amérique ont été isolés pendant de nombreux millénaires avant que Christophe Colomb n'effectue son premier voyage. Cet isolement n'est pas complet (il y a eu au moins trois vagues de peuplement à la préhistoire, les Polynésiens ont sans doute abordé le continent sud-américain sans s'y installer (mais en ramenant la patate douce), les Vikings de Leif Ericson ont débarqué au Vinland) mais ce sont les conquistadors espagnols qui vont marquer le début de la chute des Amérindiens.
En dernier ressort, cette chute est due – comme le dit le début de l'ouvrage – à l'utilisation d'armes en acier, de chevaux, d'armes à feu, à l'introduction de maladies et au manque de communication entre les différents empires amérindiens ; mais le destin de ces peuples a en fait été scellé il y a plus de 10 000 ans lorsque presque toutes les espèces de gros mammifères de la mégafaune d'Amérique se sont éteintes. Cela a privé les Amérindiens de la domestication d'éventuels animaux de trait, des montures, des sources de maladies infectieuses qui auraient pu décimer les envahisseurs, des sources de fumier et d'engrais, des animaux producteurs de lait et de viande. Seul le lama a pu être domestiqué par les Incas, mais il ne servait que comme source de laine et pour transporter des charges de quelques dizaines de kilos. C'est là la cause principale du désavantage des Amérindiens, avec l'orientation du continent selon un axe nord-sud et la moindre qualité des plantes domestiquées initialement.
Or l'extinction de cette mégafaune est sans doute due en partie à l'humain. En effet, l'hypothèse concurrente selon laquelle de nombreux animaux auraient disparu à cause de la fin de la dernière période glaciaire n'explique pas comment toutes ces espèces ont survécu à tous les changements climatiques précédents pour s'éteindre précisément lors de la glaciation qui a vu l'arrivée des humains. En fait, les animaux qui n'ont pas appris à se méfier des humains se sont sans doute révélées être des proies bien plus faciles que les animaux d'Eurasie, qui ont pu coévoluer avec l'être humain. Ce phénomène d'extinction massive a pu être mis en évidence lorsque les Polynésiens ont colonisé les îles du Pacifique et Madagascar pendant la période historique ; il est donc plausible dans le cas du continent américain.
Dans ce cas, c'est dès l'origine du peuplement des Amériques, c'est-à-dire bien avant l'émergence des premières civilisations, que les Eurasiens ont pu sans le savoir prendre un avantage qui ne se concrétiserait pas avant des millénaires.

#### Chapitre 19: «Comment l'Afrique est devenue noire»
Lorsque l'on pense aux populations d'Afrique subsaharienne, on pense spontanément à des individus ayant la peau noire. Pourtant tous les Africains ne sont pas noirs (comme les boshimans, qui ont la peau plus claire), même si les autres populations sont peu nombreuses et souvent marginalisées. D'après les travaux de Joseph Greenberg, qui font référence en la matière, on dénombre en Afrique quatre familles de langues (ou cinq si l'on prend en compte le cas de Madagascar). De celles-ci, on exclut dans un premier temps les langues afro-asiatiques qui sont surtout représentées au nord du Sahara et on considère les trois autres. On observe que ce sont les langues nigéro-congolaises qui occupent la majeure partie du continent africain, et plus particulièrement la sous-famille des langues bantoues, qui occupe à elle seule presque toute l'Afrique équatoriale et australe. Les langues nilo-sahariennes forment des îlots linguistiques de plus ou moins grande taille au milieu de la zone linguistique nigéro-congolaise, tandis que les langues khoïsan sont parlées uniquement en Afrique australe. Il existe cependant des arguments pour dire que ces dernières avaient autrefois une plus grande aire de répartition. En effet les langues hazda et sandawe sont, toujours d'après Greenberg, proches des langues khoisan bien qu'elles soient parlées en Tanzanie, soit loin de l'aire de répartition actuelle des langues khoisan. De plus celles-ci comprennent des sons caractéristiques, les clics, que l'on ne retrouve que dans des langues comme le zoulou ayant eu des contacts avec elles. Parmi les langues non-khoisan comprenant encore des clics on trouve ainsi le dahalo parlé au nord du Kenya, ce qui tend à indiquer que les langues khoisan étaient sans doute parlées jusque-là il y a plusieurs millénaires. Il y a donc eu une forte expansion des populations de langues nigéro-congolaises et plus particulièrement de langues bantoues au détriment d'autres peuples, et particulièrement ceux de langues khoisan. Or la zone de naissance des langues bantoues et nigéro-congolaises est située en Afrique de l'ouest, qui est un des foyers d'invention de l'agriculture (et aussi de la métallurgie du fer), ce qui peut expliquer un fort essor démographique au détriment des chasseurs-cueilleurs khoisan. De plus, on constate que les zones d'Afrique subsaharienne occupées par des langues non nigéro-congolaises sont le Sahel et la corne de l'Afrique (également des foyers de développement de l'agriculture) et l'Afrique du Sud, dont le climat méditerranéen ne permet pas de cultiver les plantes des peuples bantous. Ces arguments linguistiques fournissent donc une explication à l'actuelle répartition des peuples en Afrique, en lien avec leur développement de l'agriculture.

### Épilogue: «De l'avenir de l'histoire humaine considérée comme une science»
Tous les chapitres précédents ont traité soit de très grands ensembles (l'Eurasie opposée aux autres continents) ou d'ensembles ayant connu des inter-actions entre chasseurs-cueilleurs et agriculteurs. Cependant, dans tous les cas, il existe à la base un déséquilibre géographique entre sociétés. Cela n'explique toutefois pas tous les phénomènes, et en particulier les différences entre sociétés a priori comparables comme l'Europe et la Chine. Il est possible d'entrevoir des explications ; la différence de développement entre l'Europe et la Chine est ainsi attribuée à un morcellement plus important des terres émergées en Europe (avec trois grandes péninsules et deux grandes îles) contre des terres plus uniformes en Chine. Ainsi la Chine a très tôt pu être unifiée, ce qui n'a jamais été le cas de l'Europe, et cette absence d'unité a pu conduire à une mise en concurrence des différents états poussant à l'adoption de nouvelles technologies innovantes là où la centralisation chinoise a parfois pu freiner les changements (on peut citer par exemple le cas de l'interdiction de lancer des expéditions maritimes d'exploration). Cependant, si quelques explications peuvent être avancées pour expliquer certains phénomènes, le déclin du Proche-Orient ou de la civilisation mycénienne est ainsi attribué à l'appauvrissement des sols qui ont connu une agriculture trop prolongée, il est encore trop tôt pour pouvoir répondre à de nombreuses questions qui nécessitent des travaux approfondis.

## Réception de l'ouvrage

### Critique
Les critiques s'accordent pour la plupart à trouver l'œuvre importante, tout en relevant certains points de désaccord,.
La critique la plus radicale provient de l'anthropologue et géographe James Morris Blaut (en) (1927-2000), qui considère que le déterminisme géographique conduit ici à une forme exacerbée d'eurocentrisme, théorie dépassée ou au moins très controversée pour les historiens. Selon Blaut, en rapprochant par exemple les termes « Eurasie » et « innovations », Diamond conduit le lecteur à penser que l'Europe de l'Ouest est à l'origine de perfectionnements technologiques apparus au Moyen Orient ou en Asie. 
D'autre part, les historiens déplorent l'absence de méthode historique de cet essai et le fait que de nombreux faits historiques contredisent frontalement le modèle proposé par Jared Diamond, par exemple les nombreux cas de conquêtes de sociétés pastorales par des nomades (la conquête hittite de l'ancien Proche-Orient, les invasions successives des peuples celtes et germaniques en Europe, la migration aryenne en Inde, la conquête turque du monde musulman, les vastes conquêtes mongoles des XIIIe et XIVe siècles, etc.), ou bien les immenses conquêtes d'Alexandre le Grand à partir d'un petit royaume marécageux. "Diamond, je crois, a découvert des "demi-régularités" très intéressantes dans le passé humain. Mais il ne s'est pas rendu compte qu'en dehors de la recherche de ces demi-règles, il existe une discipline différente et tout à fait légitime, l'histoire, qui se préoccupe de découvrir les antécédents particuliers d'un événement unique qui en explique la survenue, à partir d'une analyse critique des objets du passé qui ont survécu à l'historien jusqu'à son présent."
En France, des géographes universitaires reconnus comme Denise Pumain, Claude Bataillon ou Augustin Berque ont réservé un assez bon accueil à l'ouvrage en récusant l'accusation de déterminisme ; Effondrement fut moins bien traité.

### Distinctions
Cet essai a valu à Diamond le prix Pulitzer 1998 pour le meilleur ouvrage général hors fiction, ainsi que le Royal Society Prizes for Science Books (en) 1998 soutenu par la société Rhône-Poulenc. 

### Adaptation à la télévision
En 2005, le livre a été adapté en un film documentaire en 3 parties de 55 minutes, produit par National Geographic Society, et diffusé sur les chaînes américaines du réseau PBS. Ces documentaires ont été diffusés en français sur Arte en avril 2008, sous le titre Un monde de conquêtes.

## Éditions
(en) Guns, Germs, and Steel: The Fates of Human Societies, W.W. Norton & Co., 1997  (ISBN 0-393-06131-0).